# Fausta
Flávia Máxima Fausta (em latim: Flavia Maxima Fausta; Roma, 289 – 326) foi uma imperatriz-consorte romana, esposa do imperador Constantino I e filha do imperador Maximiano. Para selar a aliança entre eles pelo controle da Tetrarquia, em 307, Maximiano casou a filha com o co-imperador Constantino, que se afastou de sua primeira esposa, Minervina. Constantino e Fausta já estavam prometidos desde 293.

## História
Fausta teve um importante papel na queda do pai, que morreu em 310 depois de fracassar em uma conspiração contra a vida de Constantino. Maximiano decidiu envolver sua filha no complô, mas ela revelou o plano para o marido, atrapalhando os planos. Maximiano morreu, por suicídio ou assassinato, em julho do mesmo ano.
A imperatriz Fausta era tida em alta estima por Constantino e a prova disso foi que em 323 ela foi proclamada augusta; antes disso ela já era nobilíssima. Porém, três anos depois, logo depois da execução de Crispo, seu filho mais velho com Minervina, Constantino mandou matá-la. As duas mortes estão inter-relacionadas: Fausta tinha ciúmes de Crispo, como atesta a obra anônima Epitome de Caesaribus ou, alternativamente, o adultério dela, talvez com o enteado — que tinha a mesma idade dela —, também já foi sugerido. Fausta foi executada por sufocamento num banho muito quente, uma forma de execução que não aparece mais nenhuma outra vez nas fontes. David Woods propõe uma conexão entre o banho quente com as técnicas da época para provocar o aborto, o que sugeriria um filho indesejado, provavelmente fruto do adultério, de acordo com a biografia de Constantino de Paul Stephenson.
O imperador ordenou um damnatio memoriae de sua esposa e, por isso, nenhuma fonte contemporânea traz detalhes sobre seu destino. Stephenson observa que Eusébio de Cesareia, muito parcial em defesa do imperador, não menciona nem Crispo e nem Fausta em sua Vida de Constantino e chegou a retirar as menções a Crispo da versão final de sua "História Eclesiástica" (HE X.9.4). Os filhos dela, imperadores por conta própria, jamais revogaram a ordem.

## Família
Fausta teve três filhos, todos imperadores, e três filhas:
- Constantino II, reinou entre 337 e 340.
- Constâncio II, reinou entre 337 e 361.
- Constante, reinou entre 337 e 350.
- Constantina, casou-se com primos. Primeiro com Hanibaliano e depois com Constâncio Galo.
- Helena, casou-se com o imperador Juliano, o Apóstata.
- Fausta.

Existe uma teoria, aparentemente sem fundamento, de que sua filha Fausta seria a mãe do imperador Valentiniano I, pois este seria da mesma geração que os filhos de Constantino I do segundo casamento (com Fausta).